# Tipula (Hesperotipula) arnaudi
Tipula (Hesperotipula) arnaudi is een tweevleugelige uit de familie langpootmuggen (Tipulidae). De soort komt voor in het Nearctisch gebied.